# Imago (revue)
Imago, selon son sous-titre « revue de psychanalyse appliquée aux sciences de l'esprit » (en allemand Imago: Zeitschrift für die Anwendung der Psychoanalyse auf die Geisteswissenschaften), est l'une des premières revues de psychanalyse.

## Historique
Souhaitée par Sigmund Freud dès 1913, la revue est fondée par le psychanalyste Hanns Sachs, d'abord avec Freud et Otto Rank, puis seul. Son nom devait être Eros and Psyche, mais la revue a finalement emprunté son nom au titre de l'ouvrage du romancier Carl Spitteler, Imago (1906). À noter qu'il s'agit, à cette époque, d'une notion fondamentale de Carl Gustav Jung (voir imago) explicité dans son ouvrage Métamorphoses et symboles de la libido (1911).
Robert Waelder et Ernst Kris sont co-éditeurs d' Imago à partir de 1932. La revue cesse de paraître en tant que telle, en 1937, du fait des bouleversements politiques liés à l'émergence du nazisme. Elle subsiste encore quelque temps, en Angleterre, maintenue par la volonté d'Anna Freud et d'exilés viennois à Londres jusqu'en 1941, en parution conjointe avec l'Internationale Zeitschrift für Psychoanalyse.
De son côté, Hanns Sachs, exilé aux États-Unis, crée en 1939 la revue American Imago (en), toujours éditée selon la même volonté de recherches interdisciplinaires autour de la psychanalyse.
Imago et l'Internationale Zeitschrift für Psychoanalyse étaient les deux premières revues référées explicitement à la psychanalyse, Imago était consacrée aux thèmes culturels, tandis que la seconde investiguait le champ théorique et clinique. L'éditeur Hugo Heller a imprimé et diffusé la revue.
Imago est la troisième revue psychanalytique, après le Jahrbuch für Psychoanalyse et le Zentralblatt für Psychoanalyse. Elle s'inscrit dans une perspective interdisciplinaire, étant destinée à « ouvrir un dialogue expérimental avec les sciences voisines de la psychanalyse », comme l'anthropologie, la philosophie, la littérature, les sciences religieuses ou encore la linguistique. Il s'agit d'éprouver et de développer les connaissances acquises par la psychanalyse (notamment par l'analyse des rêves, l'étude des névroses et des symptômes, « dans le champ d'une science générale de l'esprit fondée sur l'inconscient ». Le lectorat visé par cette publication est donc, selon Lydia Marinelli, celui de « cercles extérieurs à la psychanalyse ».
Sigmund Freud a publié plusieurs textes dans Imago, notamment des extraits de Totem et Tabou, « Une névrose démoniaque au XVIIe siècle » (1923) ou encore un texte préliminaire à L'Homme Moïse et la religion monothéiste, intitulé Si Moïse était un Égyptien. L'Abrégé de psychanalyse, ouvrage inachevé et posthume de Sigmund Freud, rédigé en 1938, y fut publié en allemand en 1940 dans le cahier 25 sous le titre Abriss der Psychoanalyse.